# Slezský sborník
Slezský sborník je český odborný historický časopis, vycházející od roku 1878 pod názvem Věstník Matice opavské. Pod současným názvem vychází od roku 1936. Slezský sborník je zařazen do prestižní evropské databáze odborných časopisů ERIH PLUS (European Reference Index for the Humanities and the Social Sciences).